# ...All the Marbles
...All the Marbles is een Amerikaanse dramafilm uit 1981 onder regie van Robert Aldrich.

## Verhaal
Harry Sears is de agent van de knappe vrouwelijke worstelaars Iris en Molly. Ze doen mee aan een titelgevecht om het Amerikaanse kampioenschap. Ze zijn eerst blij, maar ze komen er al gauw achter dat de scheidsrechter is omgekocht.

## Rolverdeling
| Acteur           | Personage         |
| ---------------- | ----------------- |
| Peter Falk       | Harry Sears       |
| Vicki Frederick  | Iris              |
| Laurene Landon   | Molly             |
| Burt Young       | Eddie Cisco       |
| Tracy Reed       | Diane             |
| Ursaline Bryant  | June              |
| Claudette Nevins | Solly             |
| Richard Jaeckel  | Bill Dudley       |
| John Hancock     | Big John          |
| Lenny Montana    | Jerome            |
| Charlie Dell     | Merle LeFevre     |
| Chick Hearn      | Verslaggever      |
| Cliff Emmich     | Dikke organisator |
| Clyde Kusatsu    | Clyde Yamashito   |
| Joe Greene       | Footballspeler    |